# Нуйнівська сільська рада
Нуйнівська сільська рада — орган місцевого самоврядування у Камінь-Каширському районі Волинської області з адміністративним центром у с. Нуйно.

## Населені пункти
Сільській раді підпорядковані населені пункти:
- с. Нуйно

## Населення
Згідно з переписом УРСР 1989 року чисельність наявного населення сільської ради становила 1652 особи, з яких 781 чоловік та 871 жінка.
За переписом населення України 2001 року в сільській раді мешкало 1670 осіб.

### Мова
Розподіл населення за рідною мовою за даними перепису 2001 року:
| Мова       | Відсоток |
| ---------- | -------- |
| українська | 99,82 %  |
| російська  | 0,12 %   |
| молдовська | 0,06 %   |

## Склад ради
Рада складається з 16 депутатів та голови.

## Керівний склад сільської ради
| ПІБ                           | Основні відомості                                                                                  | Дата обрання | Дата звільнення |
| ----------------------------- | -------------------------------------------------------------------------------------------------- | ------------ | --------------- |
| Парфелюк Микола Олександрович | Сільський голова, 1971 року народження, освіта, член Української Народної Партії                   | 26.03.2006   | 31.10.2010      |
| Ярощук Віталій Іванович       | Сільський голова, 1965 року народження, освіта вища, член Всеукраїнського об'єднання «Батьківщина» | 31.10.2010   |                 |

Примітка: таблиця складена за даними джерела